# Итен, Карин
Карин Итен (Karin Iten; 11 августа 1956 года — 18 мая 2010 года, Винтертур, Швейцария) — фигуристка из Швейцарии, бронзовый призёр чемпионата Европы 1973 года, трёхкратная чемпионка Швейцарии в женском одиночном катании.

## Биография
Занималась у тренера Жака Гершвилера в клубе «Winterthurer Schlittschuh-Club» родного города Винтертура. С 14 лет страдала диабетом. На международных соревнованиях дебютировала в 1972. Исполняла вращение с захватом ноги над головой, вращения, которое позднее назвали «бильман» в честь швейцарской же фигуристки Дениз Бильманн, к неудовольствию Итен. Итен исключительно удачно выполняла обязательные фигуры. На чемпионате Европы 1973 стала третьей во многом благодаря первому месту в фигурах. Затем она ещё дважды одерживала победу в обязательных фигурах на чемпионатах Европы (1974-75) и один раз на чемпионате мира (1974). Однако в двух других видах — короткой и произвольной программах выступала слабо, исполняя с трудом лишь двойные прыжки. После чемпионата мира 1975, где она была второй в фигурах, а в двух других видах заняла самые последние 27-е места, и в итоге — 21-е, из-за прогрессирования диабета, вынуждена была покинуть большой спорт. Затем ещё 6 лет работала тренером, но вновь прекратила деятельность по той же причине. Несмотря на трансплантации поджелудочной железы и почки Карин Итен умерла в 2010 от последствия диабета.

## Спортивные достижения
| Соревнования/Сезоны  | 1971-72 | 1972-73 | 1973-74 | 1974-75 |
| -------------------- | ------- | ------- | ------- | ------- |
| Чемпионаты мира      | 12      | 6       | 5       | 21      |
| Чемпионаты Европы    | 15      | 3       | 5       | 10      |
| Чемпионаты Швейцарии |         | 1       | 1       | 1       |
| Richmond Trophy      |         | 2       |         |         |